# Liste der Biografien/Pip
Liste der Biografien |
Portal Biografien |
Personensuche
# |
A |
B |
C |
D |
E |
F |
G |
H |
I |
J |
K |
L |
M |
N |
O |
P |
Q |
R |
S |
T |
U |
V |
W |
X |
Y |
Z |
?
 
Pa |
Pc |
Pe |
Pf |
Ph |
Pi |
Pj |
Pk |
Pl |
Pm |
Pn |
Po |
Pr |
Ps |
Pt |
Pu |
Pv |
Pw |
Py
 
Pia |
Pib |
Pic |
Pid |
Pie |
Pif |
Pig |
Pih |
Pii |
Pij |
Pik |
Pil |
Pim |
Pin |
Pio |
Pip |
Piq |
Pir |
Pis |
Pit |
Piu |
Piv |
Piw |
Pix |
Piy |
Piz
Die Liste der Biografien führt alle Personen auf, die in der deutschsprachigen Wikipedia einen Artikel haben. Dieses ist eine Teilliste mit 148 Einträgen von Personen, deren Namen mit den Buchstaben „Pip“ beginnt.

## Pip

### Pipa
- Pipa, Arshi (1920–1997), albanischer Autor
- Pipa, Erich (1948–2022), deutscher Kommunalpolitiker
- Pipa, Patrick (* 1967), deutscher Boxer
- Pipa, Petr (* 1964), slowakischer Langstreckenläufer
- Pipa, Shaline-Doreen (* 1999), deutsche Tennisspielerin
- Pipal, Viktor (1887–1971), österreichischer Maler
- Pipal-Leixner, Angelika (* 1978), österreichische Politikerin (NEOS)
- Pipan, Artur (1919–2009), österreichischer Offizier
- Pipart, Jean-Philippe (* 1954), französischer Radrennfahrer
- Pipat Thonkanya (* 1979), thailändischer Fußballspieler

### Pipe
- Pipe, Justin (* 1971), englischer DartspielerJustin Pipe (* 1971)

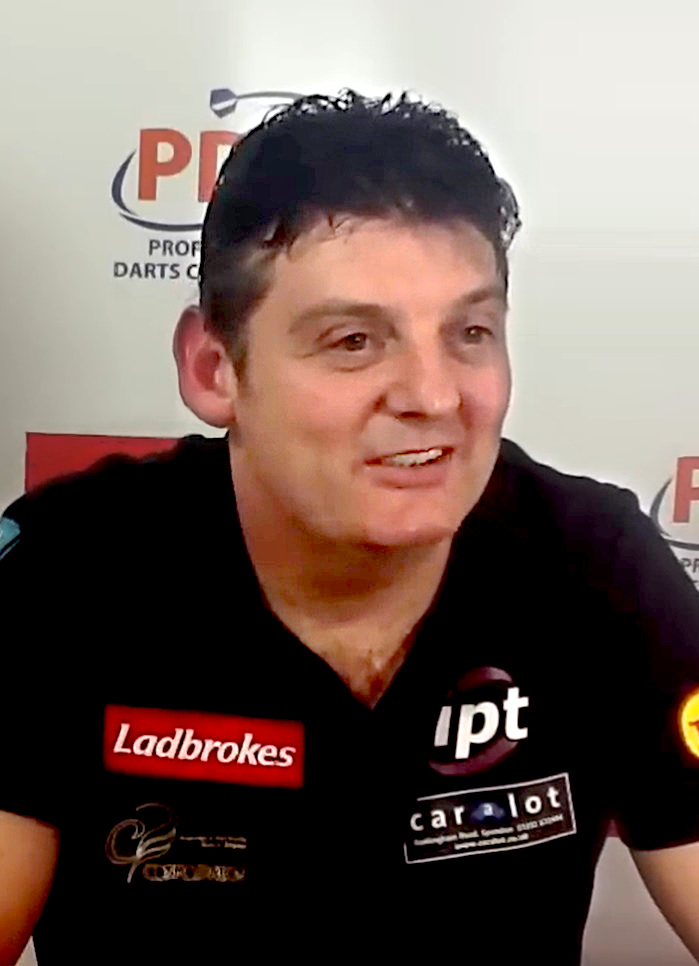
Justin Pipe (* 1971)

- Pipelare, Matthaeus, franko-flämischer Komponist der Renaissance
- Piper CJ, US-amerikanische Autorin
- Piper, Adrian (* 1948), US-amerikanische Konzeptkünstlerin und Philosophin
- Piper, Alfred (1814–1892), deutscher Politiker, Erster Bürgermeister von Frankfurt (Oder) (1852–1864)
- Piper, Anke (* 1972), deutsche Wasserspringerin
- Piper, Anton (1805–1880), deutscher Beamter und Jurist
- Piper, Arón (* 1997), deutsch-spanischer Schauspieler
- Piper, Axel (* 1959), deutscher lutherischer Geistlicher, Regionalbischof in Augsburg
- Piper, Billie (* 1982), britische Schauspielerin, Drehbuchautorin und ehemalige SängerinBillie Piper (* 1982)

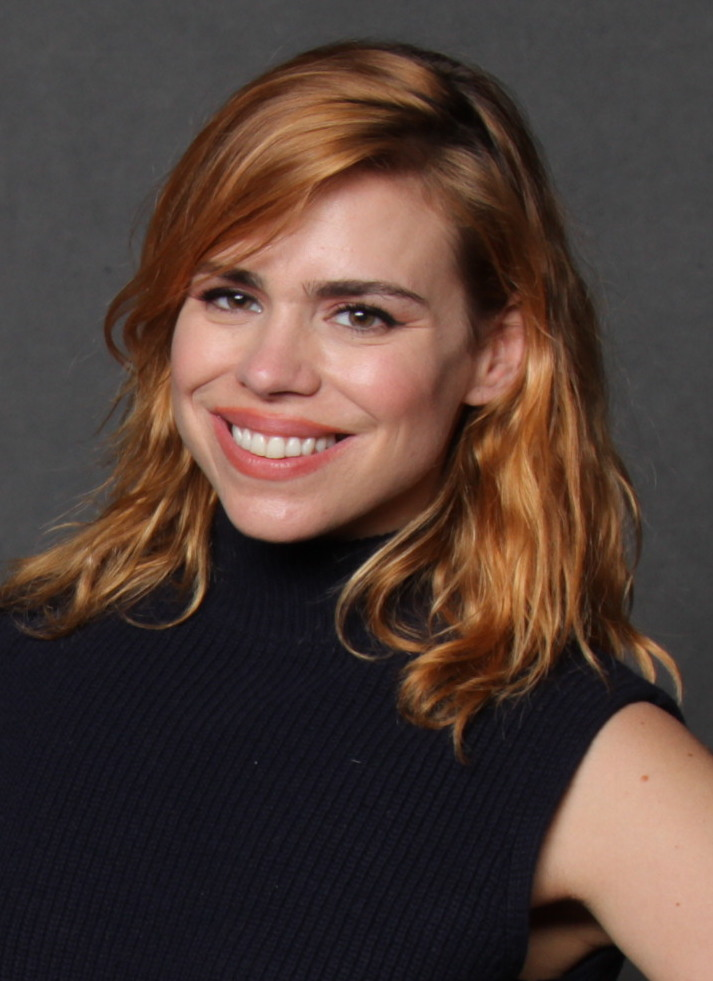
Billie Piper (* 1982)

- Piper, Carl (1647–1716), schwedischer Staatsmann
- Piper, Carl (1837–1919), deutscher Richter und Konsistorialpräsident
- Piper, Carl Anton (1874–1938), deutscher Schriftsteller, Journalist und Politiker (DVP), MdR, MdHB
- Piper, Carly (* 1983), US-amerikanische Schwimmerin
- Piper, Charles Vancouver (1867–1926), US-amerikanischer Botaniker
- Piper, Cherie (* 1981), kanadische Eishockeyspielerin
- Piper, Christian (1941–2019), deutscher Künstler
- Piper, David (1918–1990), britischer Kunsthistoriker, Museumsdirektor und Autor
- Piper, David (* 1930), britischer Automobilrennfahrer
- Piper, Desmond (* 1941), australischer Hockeyspieler
- Piper, Ernst (* 1952), deutscher Verleger und Historiker
- Piper, Ferdinand (1811–1889), deutscher Kirchenhistoriker
- Piper, Franciszek (* 1941), polnischer Historiker
- Piper, Fredrik Magnus (1746–1824), schwedischer Architekt
- Piper, Gudrun (1917–2016), deutsche Malerin und Graphikerin
- Piper, H. Beam (1904–1964), US-amerikanischer Science-Fiction-Autor
- Piper, Hans (1877–1915), deutscher Physiologe und Hochschullehrer
- Piper, Hans Christoph (1930–2002), deutscher evangelischer Praktischer Theologe, Pastor, Pastoralpsychologe und Hochschullehrer
- Piper, Hans Michael (* 1952), deutscher Mediziner und Universitätspräsident
- Piper, Hans-Felix (1916–2007), deutscher Ophthalmologe und Hochschullehrer
- Piper, Hans-Georg (1911–1969), deutscher Mediziner und Hochschullehrer
- Piper, Heinz (1908–1972), deutscher Schauspieler, Moderator und Synchronsprecher
- Piper, Henning (1931–2012), deutscher Richter
- Piper, Henriette (* 1951), deutsche Drehbuchautorin
- Piper, Jason, britischer Schauspieler
- Piper, Johann Heinrich von (1680–1752), preußischer Beamter
- Piper, John (* 1946), US-amerikanischer praktischer Theologe, baptistischer Prediger und Autor
- Piper, Katie (* 1983), britische Moderatorin, Model und Opfer eines SäureattentatsKatie Piper (* 1983)

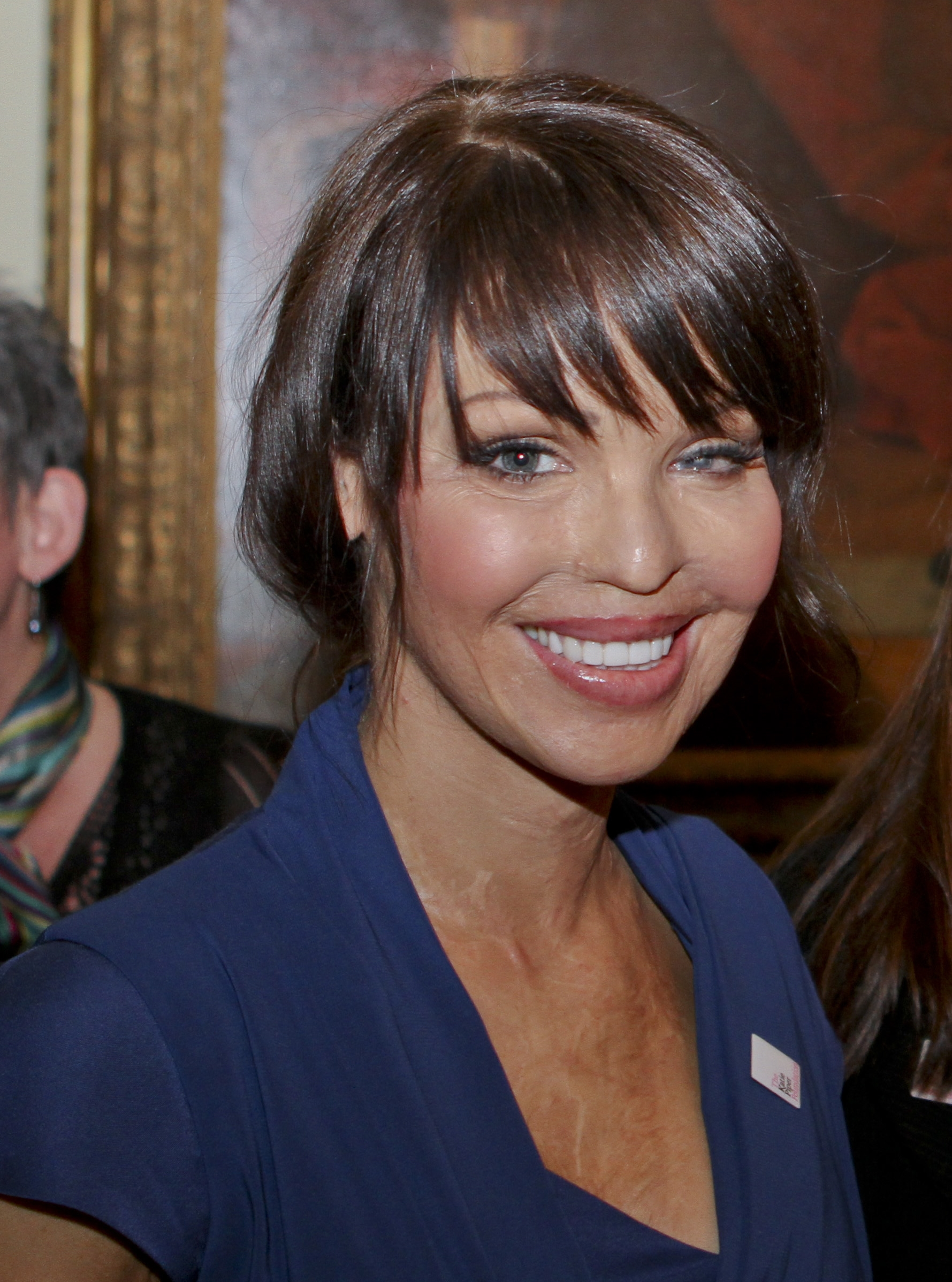
Katie Piper (* 1983)

- Piper, Klaus (1911–2000), deutscher Verleger
- Piper, Myfanwy (1911–1997), englische Journalistin und Opern-Librettistin
- Piper, Nicky (* 1966), US-amerikanischer Boxer
- Piper, Nikolaus (1952–2024), deutscher Journalist und Buchautor
- Piper, Oliver (* 1969), deutscher Schauspieler
- Piper, Otto (1841–1921), deutscher Jurist, Kunsthistoriker, Bürgermeister
- Piper, Otto (1882–1946), deutscher Jurist und Politiker (DVP)
- Piper, Otto Alfred (1891–1982), deutsch-amerikanischer evangelischer Theologe, Neutestamentler und Hochschullehrer
- Piper, Randy (* 1953), US-amerikanischer Gitarrist
- Piper, Raphael (* 1990), deutscher Handballschiedsrichter
- Piper, Reinhard (1879–1953), deutscher Verleger, Gründer des Piper-Verlags
- Piper, Richard (1907–1955), deutscher Politiker (SPD), MdL Bayern
- Piper, Richard (* 1947), britischer Autorennfahrer
- Piper, Robert Andrew (* 1966), australischer UN-Funktionär
- Piper, Roddy (1954–2015), kanadischer WrestlerRoddy Piper (1954–2015)

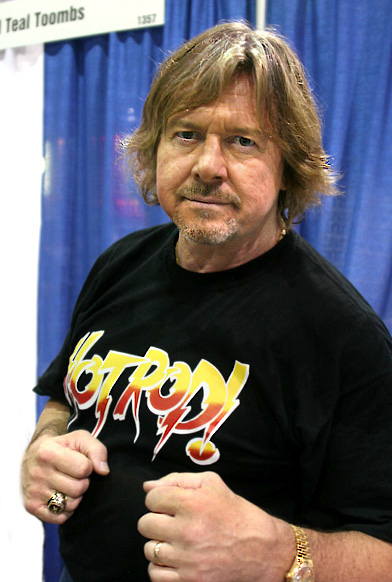
Roddy Piper (1954–2015)

- Piper, Sophie (1757–1816), schwedische Adelige
- Piper, Steve (1953–2017), englischer Fußballspieler
- Piper, Theophilus Coelestinus (1745–1814), deutscher evangelisch-lutherischer Geistlicher und Theologe
- Piper, Tommi (* 1941), deutscher Schauspieler und SynchronsprecherTommi Piper (* 1941)

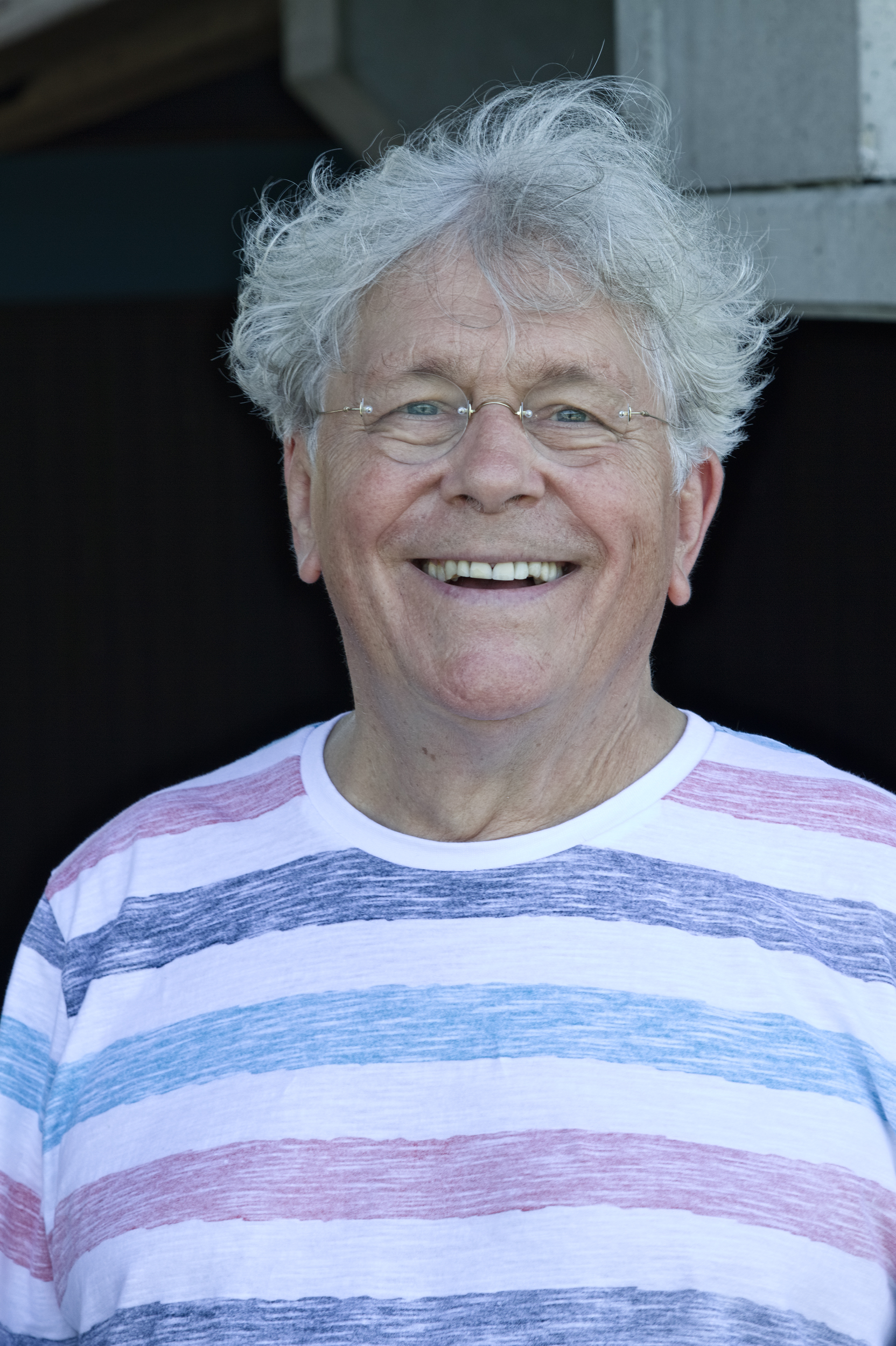
Tommi Piper (* 1941)

- Piper, William (1774–1852), US-amerikanischer Politiker
- Piper, William Adam (1826–1899), US-amerikanischer Politiker
- Piper-von Buhl, Frida (1876–1952), deutsche Winzerin
- Piperal, Voldemar (1900–1942), estnischer Fußballspieler
- Piperi, Adrian (* 1999), US-amerikanischer Kugelstoßer
- Piperno, Alessandro (* 1972), italienischer Schriftsteller und Hochschullehrer
- Piperno, Dolores R. (* 1949), US-amerikanische Archäobotanikerin und Paläobotanikerin
- Piperno, Giacomo (* 1940), italienischer Schauspieler
- Piperno, Marcello (* 1945), italienischer Archäologe
- Piperow, Sawa (* 1954), bulgarischer Schauspieler und Synchronsprecher
- Pipersburg, Phillip (1955–2018), belizischer Sprinter
- Pipes, Daniel (* 1949), US-amerikanischer Politikwissenschaftler
- Pipes, Douglas (* 1962), US-amerikanischer Komponist
- Pipes, Fritz Felix (1887–1983), österreichischer Tennisspieler
- Pipes, James M. (1840–1928), US-amerikanischer Offizier und Politiker
- Pipes, Leah (* 1988), US-amerikanische SchauspielerinLeah Pipes (* 1988)

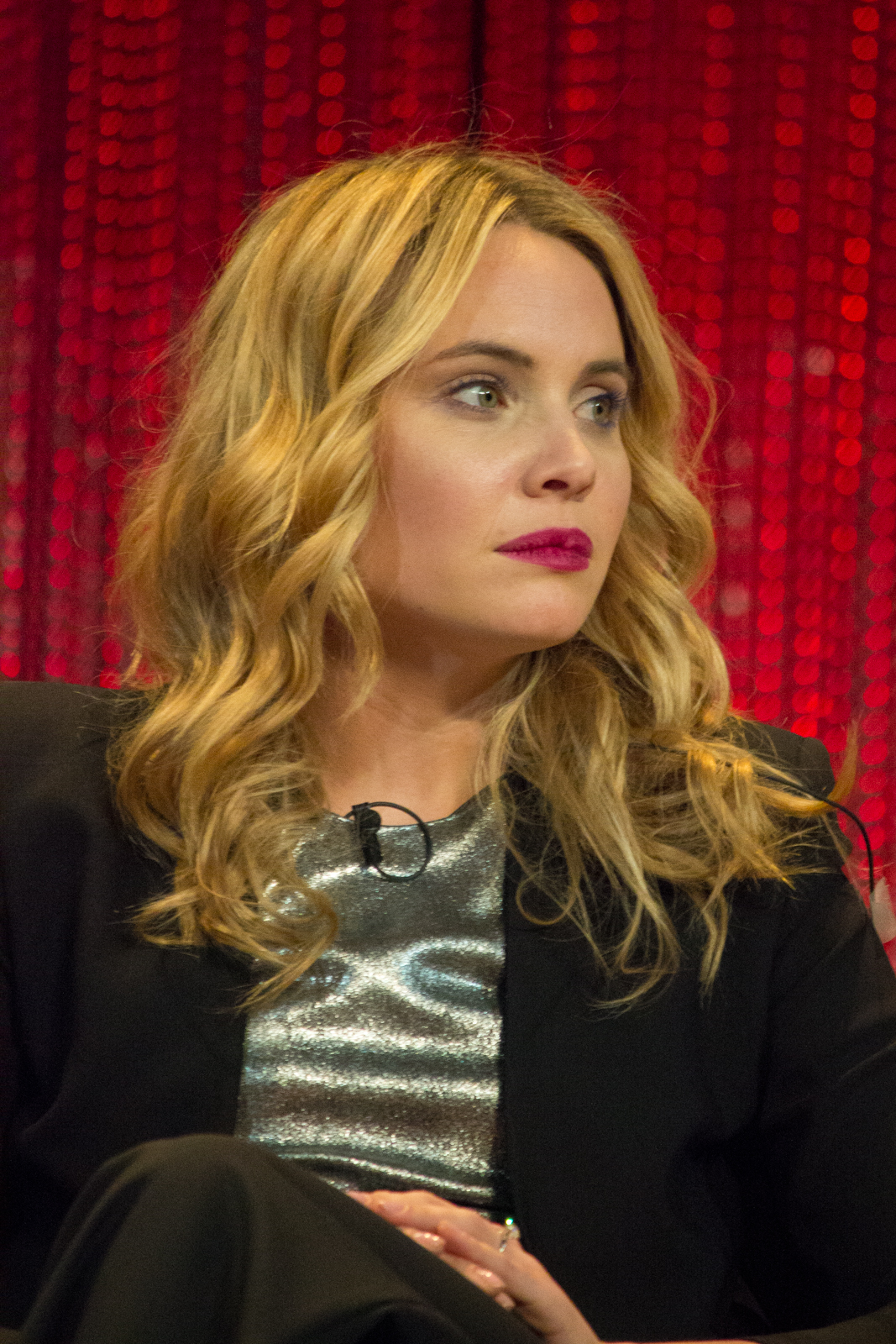
Leah Pipes (* 1988)

- Pipes, Richard (1923–2018), US-amerikanischer Historiker, Professor für Geschichte

### Piph
- Piphat Apiraktanakorn (* 1980), thailändischer Designer und Schauspieler
- Pipher, Jill (* 1955), US-amerikanische Mathematikerin
- Piphob Saengjan (* 2005), thailändischer Fußballspieler

### Pipi
- Pipi, Ama (* 1995), britische Sprinterin
- Pipiliaridou, Maria (* 1986), griechische Gewichtheberin
- Pīpiņa, Berta (1883–1942), lettische Politikerin, Autorin und Frauenrechtlerin
- Pipinelis, Panagiotis (1899–1970), griechischer Politiker und Ministerpräsident
- Pipinić, Hermina (1928–2020), jugoslawische bzw. kroatische Schauspielerin
- Pipiras, Aurimas (* 2003), litauischer E-Sportler
- Pipite, Marcellino, vanuatuischer Politiker

### Pipk
- Pipke, Christian (* 1956), deutscher Fernseh-Journalist, -Reporter, -Redakteur und -Moderator
- Pipke, Klaus (* 1964), deutscher Kommunalpolitiker (CDU), ehemaliger Bürgermeister von Hennef (Sieg)
- Pipkin, Dom, britischer Pianist
- Pipkin, Gary, amerikanischer Doo-Wop-Sänger in der Stimmlage Tenor
- Pipkow, Ljubomir (1904–1974), bulgarischer Komponist
- Pipkow, Panajot (1871–1942), bulgarischer Komponist

### Pipl
- Piplica, Tomislav (* 1969), bosnisch-herzegowinisch-kroatischer FußballspielerTomislav Piplica (* 1969)

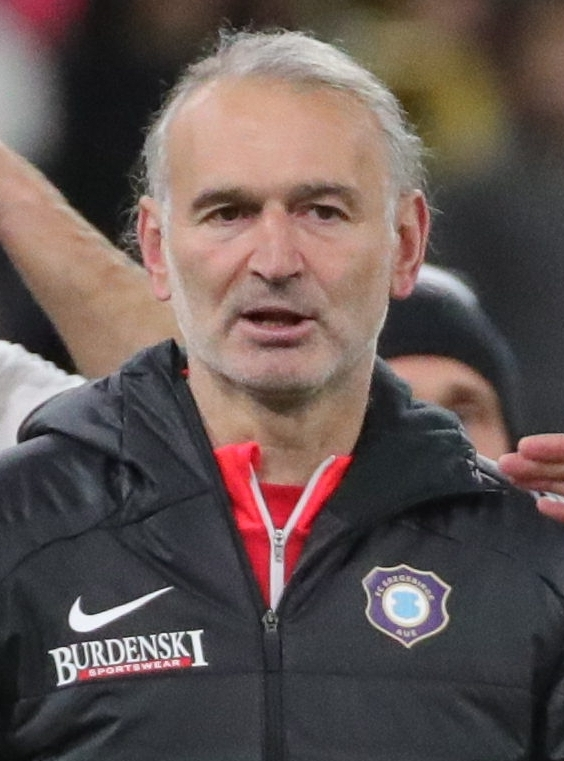
Tomislav Piplica (* 1969)

- Piplits, Erwin (* 1939), österreichischer Theatermacher, Bühnenbildner und Schauspieler

### Pipo
- Pipo, Hermann (1854–1920), deutscher Architekt und Fachschullehrer
- Pipob On-Mo (* 1979), thailändischer Fußballspieler
- Pipojan, Lilit (* 1955), armenische Sängerin, Komponistin und Architektin
- Pipoquinha, Michael (* 1996), brasilianischer E-Bassist
- Pipoz, Roger (1905–1956), Schweizer Radrennfahrer

### Pipp
- Pipp, Erik (* 1987), deutscher Eishockeyspieler
- Pipp, Eveline (1956–2017), österreichische Bibliothekarin
- Pipp, Frank (* 1977), US-amerikanischer Radrennfahrer
- Pipp, Wally (1892–1965), US-amerikanischer Baseballspieler
- Pippa Bacca (1974–2008), italienische Aktionskünstlerin
- Pippal, Hans Robert (1915–1998), österreichischer Maler
- Pippal, Jenny (1946–2010), österreichische Fernsehansagerin und Moderatorin
- Pippal, Martina (* 1957), österreichische Kunsthistorikerin und Künstlerin
- Pippal-Kottnig, Eugenie (1921–1998), österreichische Architektin
- Pippard, Alfred (1891–1969), britischer Bauingenieur
- Pippard, Brian (1920–2008), britischer Physiker
- Pippart, Hans-Martin (1888–1918), deutscher Flugzeugkonstrukteur und Jagdpilot im Ersten Weltkrieg
- Pippel, Otto (1878–1960), deutscher Maler
- Pippen, Scottie (* 1965), US-amerikanischer BasketballspielerScottie Pippen (* 1965)

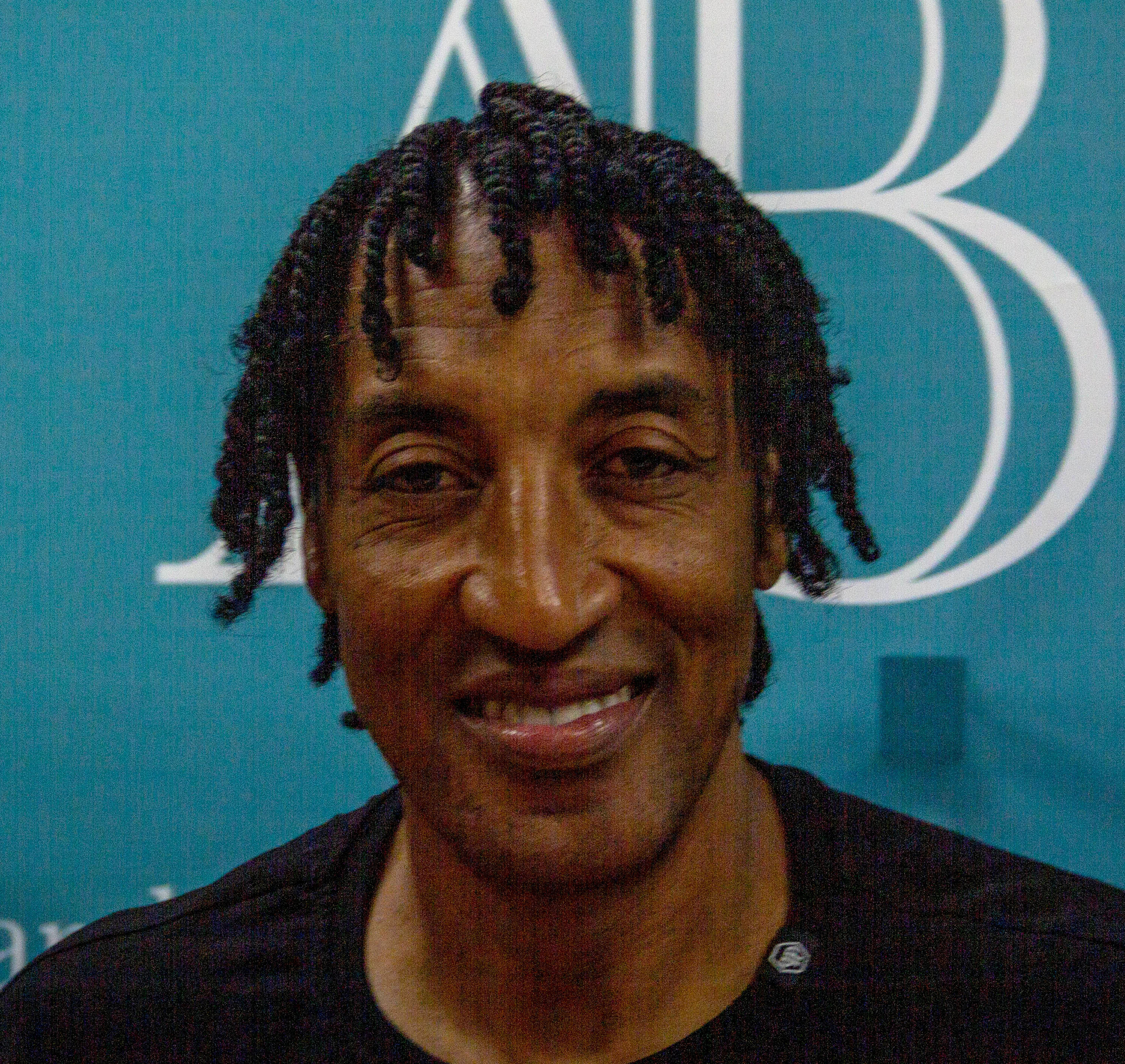
Scottie Pippen (* 1965)

- Pippen, Scotty Jr. (* 2000), US-amerikanischer Basketballspieler
- Pippenger, Nick (* 1947), US-amerikanischer Informatiker
- Pipper, Otto (1895–1959), deutscher Gewerkschafter, Mitglied des Provinziallandtages der Provinz Hessen-Nassau
- Pippert, Wilhelm (* 1878), deutscher Landschafts- und Bildnismaler
- Pippich, Karl (1862–1932), österreichischer Maler
- Pippidi, Andrei (* 1948), rumänischer Historiker
- Pippig, Hans (1911–1998), deutscher Fotograf und Heimatforscher
- Pippig, Heiko (* 1951), deutscher Maler
- Pippig, Sven (1963–2013), deutscher Schauspieler
- Pippig, Uta (* 1965), deutsche Langstreckenläuferin
- Pippin, Sohn Drogos von der Champagne
- Pippin, Pippin, Sohn König Bernhards von Italien, Karolinger
- Pippin (777–810), König von Italien
- Pippin der Ältere († 640), fränkischer Hausmeier in Austrien
- Pippin der Bucklige († 811), erster Sohn Karls des Großen
- Pippin der Jüngere (714–768), fränkischer HausmeierPippin der Jüngere (714–768)

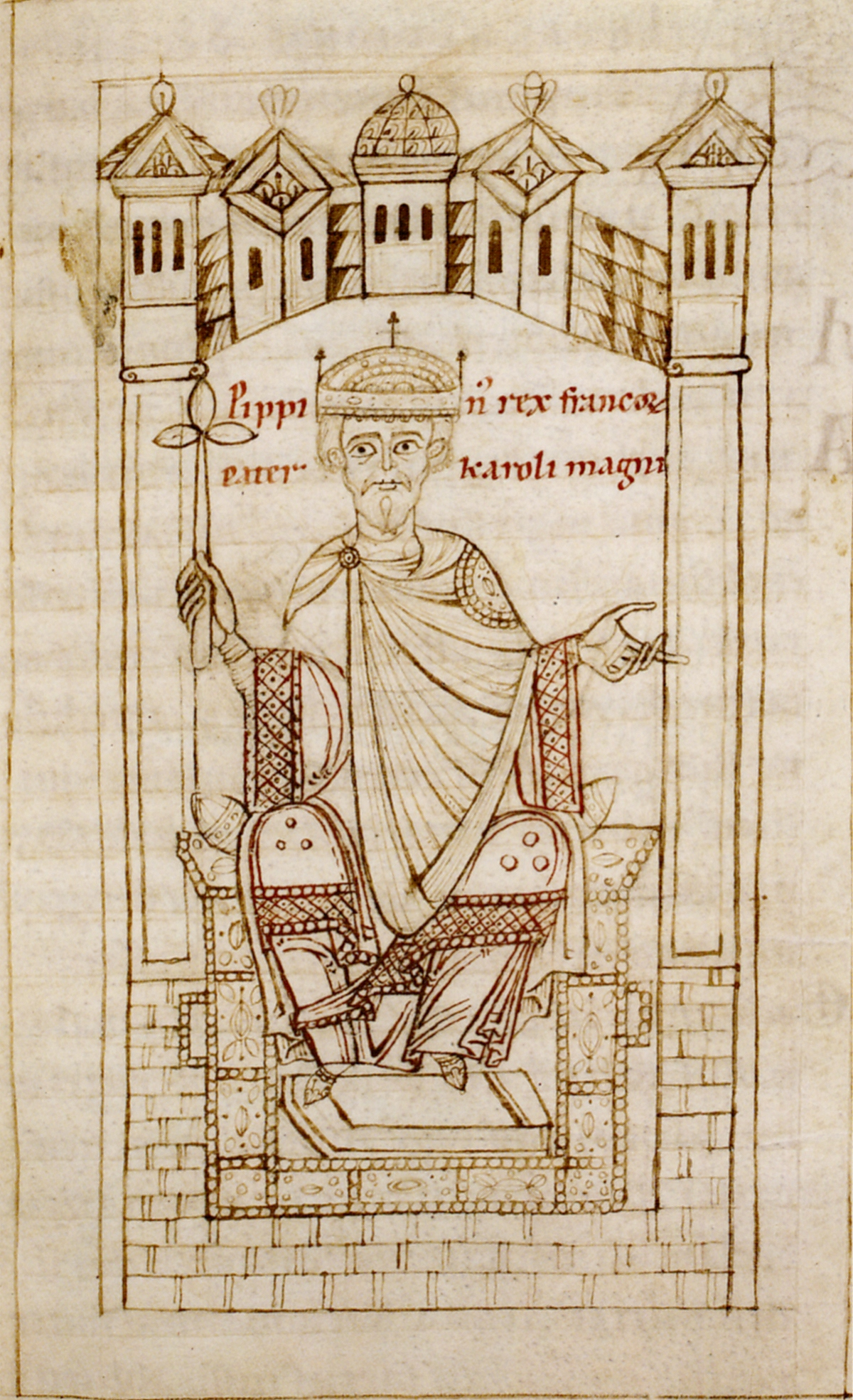
Pippin der Jüngere (714–768)

- Pippin der Mittlere († 714), fränkischer Hausmeier (679–714)
- Pippin I. (797–838), König von Aquitanien
- Pippin II., König von Aquitanien
- Pippin, Horace (1888–1946), US-amerikanischer Maler
- Pippin, Robert B. (* 1948), US-amerikanischer Philosoph
- Pipping, Heinrich (1670–1722), deutscher lutherischer Theologe und Oberhofprediger in Dresden
- Pippke, Wolfgang (* 1943), deutscher Verwaltungswissenschaftler und Autor
- Pippy, Katelyn (* 1993), US-amerikanische Schauspielerin

### Pipr
- Piprek, Götz (1926–2025), deutscher Politiker (SPD), MdL

### Pips
- Pips, Gerd (* 1939), deutscher Fußballspieler

### Pipt
- Pipta, Robert Mark (* 1967), US-amerikanischer Geistlicher, ruthenisch griechisch-katholischer Bischof von Parma